# Rotorgasmeter

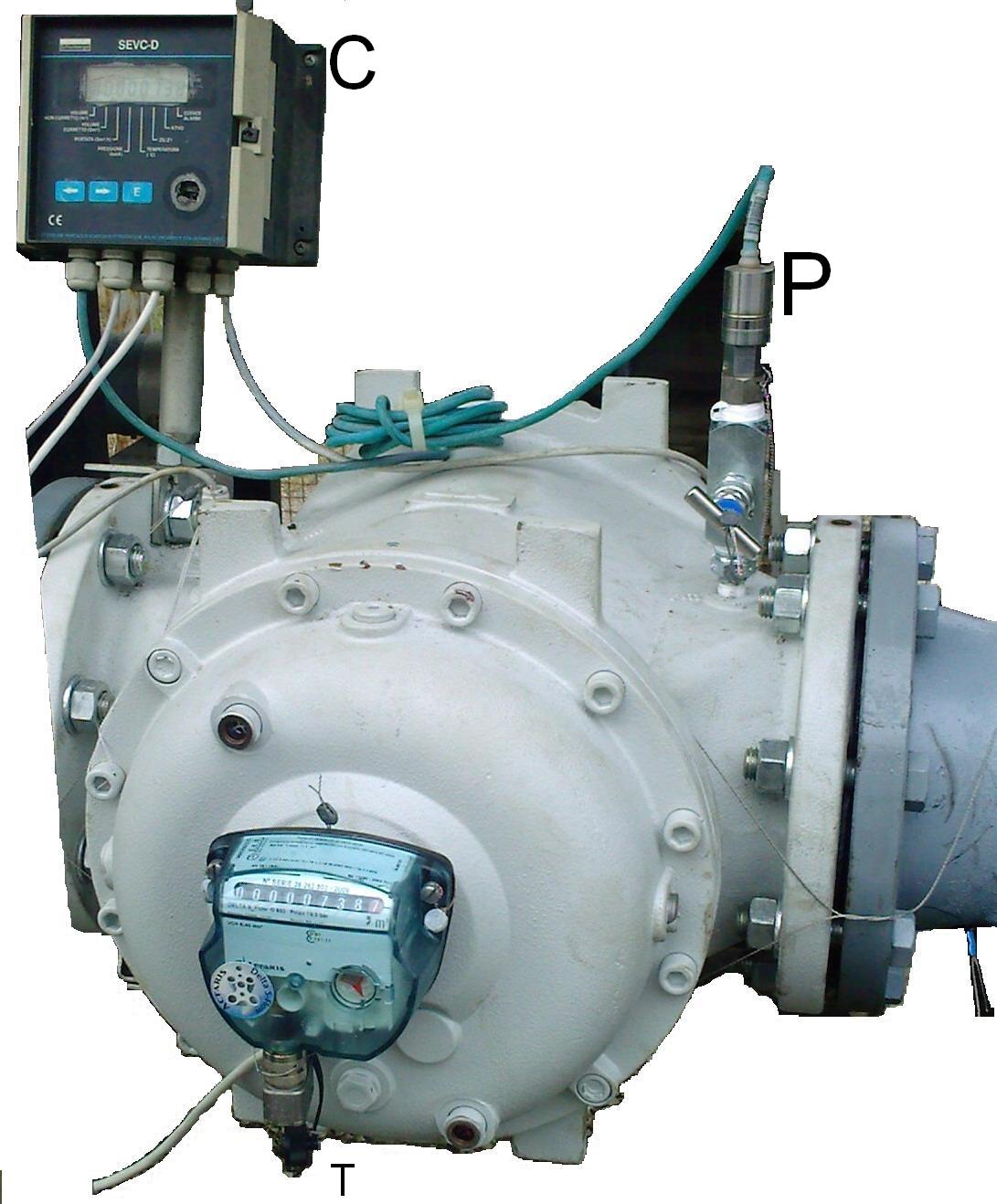
rotorgasmeter

schematische weergave van de werking

Een rotorgasmeter is een meetinstrument waarmee het volume van door een leiding getransporteerd gas kan worden gemeten. Rotorgasmeters worden meestal gebruikt voor het meten van grotere hoeveelheden gas. Voor gasmeters voor normaal huishoudelijk gebruik worden meestal balgenmeters toegepast.

## Werking
In de meter bevindt zich een ovale ruimte, waarbinnen twee 8-vormige rotors draaien. De werking is vergelijkbaar met, maar omgekeerd aan die van een tandwielpomp: de rotors in de meter brengen het gas niet in beweging zoals in de pomp, maar het gas brengt de rotors in beweging. Bij iedere omwenteling is een bepaald volume de meter gepasseerd. De draaiende beweging van de rotors wordt overgebracht naar een telwerk op de meter.